# Jonne Tammela
Jonne Tammela (Ylivieska, 5 augustus 1997) is een Fins professioneel ijshockeyer die als rechter vleugelaanvaller speelt voor de Finse Liigaclub Lukko. Daarvoor speelde hij voor de Syracuse Crunch in de American Hockey League (AHL) met uitzicht op deelname aan de Tampa Bay Lightning van de National Hockey League (NHL).
Op 28 oktober 2014, op 17-jarige leeftijd, maakte Tammela zijn senior Liiga-debuut bij KalPa in het seizoen 2014-15. Hij werd vervolgens geselecteerd door de Tampa Bay Lightning in de vierde ronde van de NHL Entry Draft van 2015.
Op 1 april 2016 tekende Tammela een driejarig instapcontract bij de Tampa Bay Lightning. Hij keerde terug naar KalPa en speelde het seizoen 2015-2016 alvorens hij drie wedstrijden bij Lightning's AHL-filiaal kwam, de Syracuse Crunch.
Omdat hij graag in de NHL wilde spelen, koos hij ervoor om zijn ontwikkeling in Noord-Amerika voort te zetten op een hoog juniorenniveau. Hij speelde vervolgens in de selectie van de Peterborough Petes van de Ontario Hockey League in 2015. Tammela speelde slechts twee wedstrijden met de Petes in het seizoen 2016-17 doordat hij een langdurige blessure opliep. Na zijn revalidatie speelde hij vanaf januari 2018 bij de Syracuse Crunch. 
Nadat hij in het seizoen 2018-19 afwisselend in de ECHL en AHL had gespeeld werd zijn contract op 24 mei 2019 door de Lightning beëindigd. Hij keerde terug naar Finland om zijn carrière in de Liiga voort te zetten en ging tekende een tweejarig contract met Lukko op 28 mei 2019.  